# Dan Uggla
Daniel Cooley „Dan“ Uggla (* 11. März 1980 in Louisville, Kentucky) ist ein ehemaliger US-amerikanischer Baseballspieler in der Major League Baseball (MLB).
Uggla bestritt sein Debütspiel am 3. April 2006 für die Florida Marlins (heute: Miami Marlins). Er spielte auf der Position des Second Basemans.
2010 erhielt er den Silver Slugger Award.

## Gehalt
Sein Gehalt seit 2006 (inbegriffen 13 Millionen USD für die Saison 2015) belief sich laut offiziellen Angaben auf 62.432.942 USD.